# Coptotettix gongshanensis
Coptotettix gongshanensis är en insektsart som beskrevs av Zheng, Z. 1992. Coptotettix gongshanensis ingår i släktet Coptotettix och familjen torngräshoppor. Inga underarter finns listade i Catalogue of Life.